# (185164) Ingeburgherz
(185164) Ingeburgherz est un astéroïde de la ceinture principale.

## Description
(185164) Ingeburgherz est un astéroïde de la ceinture principale. Il fut découvert le 27 septembre 2006 à La Sagra par l'Observatoire astronomique de Majorque. Il présente une orbite caractérisée par un demi-grand axe de 2,77 UA, une excentricité de 0,17 et une inclinaison de 4,6° par rapport à l'écliptique.

## Compléments